# Триумф смерти

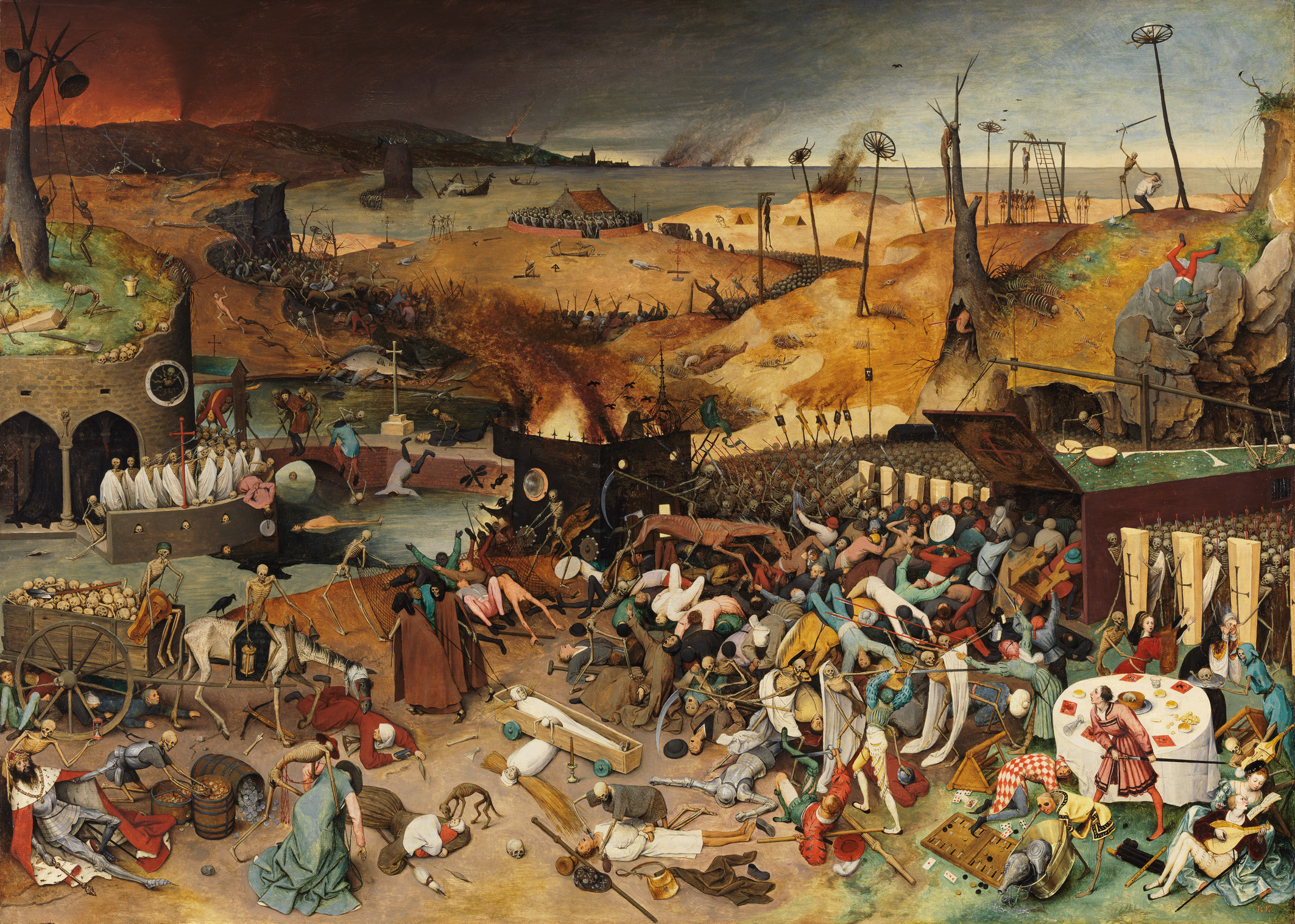
П. Брейгель Старший, Триумф смерти (1562)

Триумф смерти — один из сюжетов изобразительных искусств и словесности Средневековья, которые воплощают иконографию смерти.
Наиболее распространённые среди них:
- Пляска смерти
- Встреча трёх живых с тремя мёртвыми
- Смерть, играющая в шахматы
- Триумф смерти

## Сюжет в искусстве Средневековья и Возрождения
- Цикл фресок Буонамико Буффальмакко в пизанском Кампосанто (I треть XIV в.)
- Латинская поэма Петрарки (1350 г.)
- Фреска Орканьи в церкви Санта-Кроче, Флоренция, XIV в.
- Фреска в Ораторио деи Дишиплини г. Клузоне, Ломбардия, XV в.
- Фреска в палаццо Склафани, Палермо (1446 г.)
- Лоренцо Коста, Триумф смерти (1490 г.)

Наиболее известна разработка этого сюжета Питером Брейгелем Старшим (1562 г., Прадо).

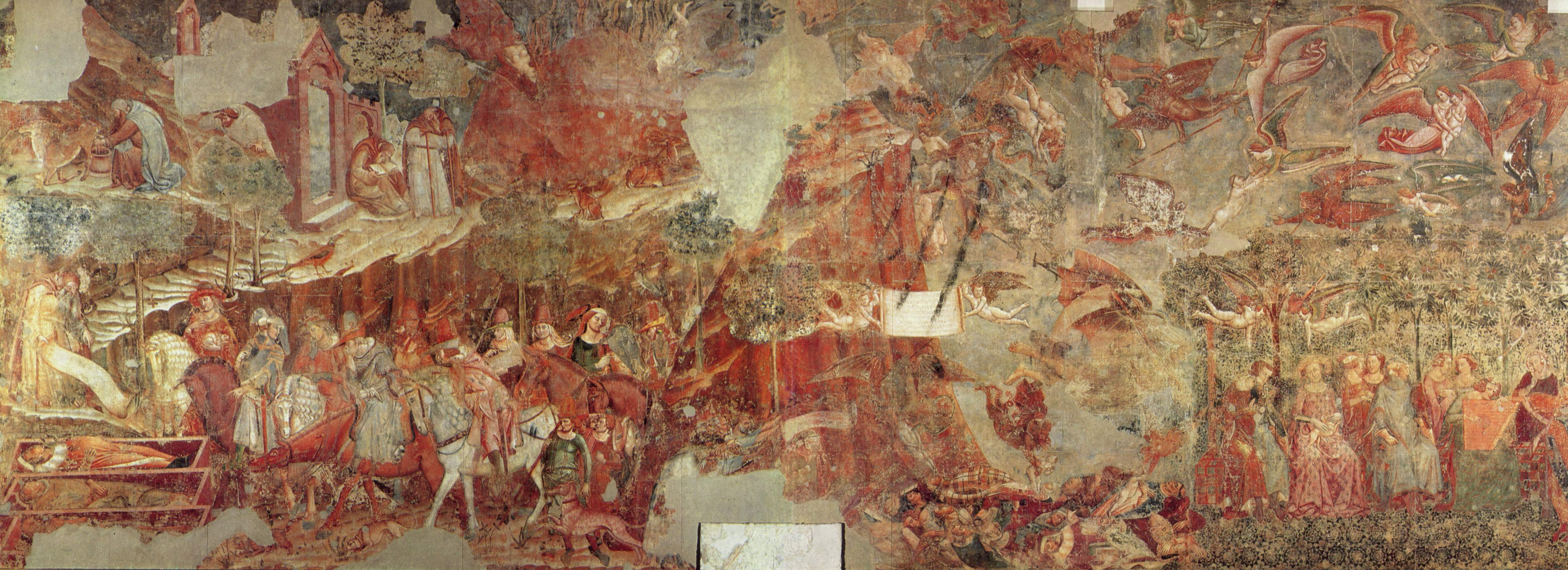
Буффальмакко, Триумф смерти (1355)
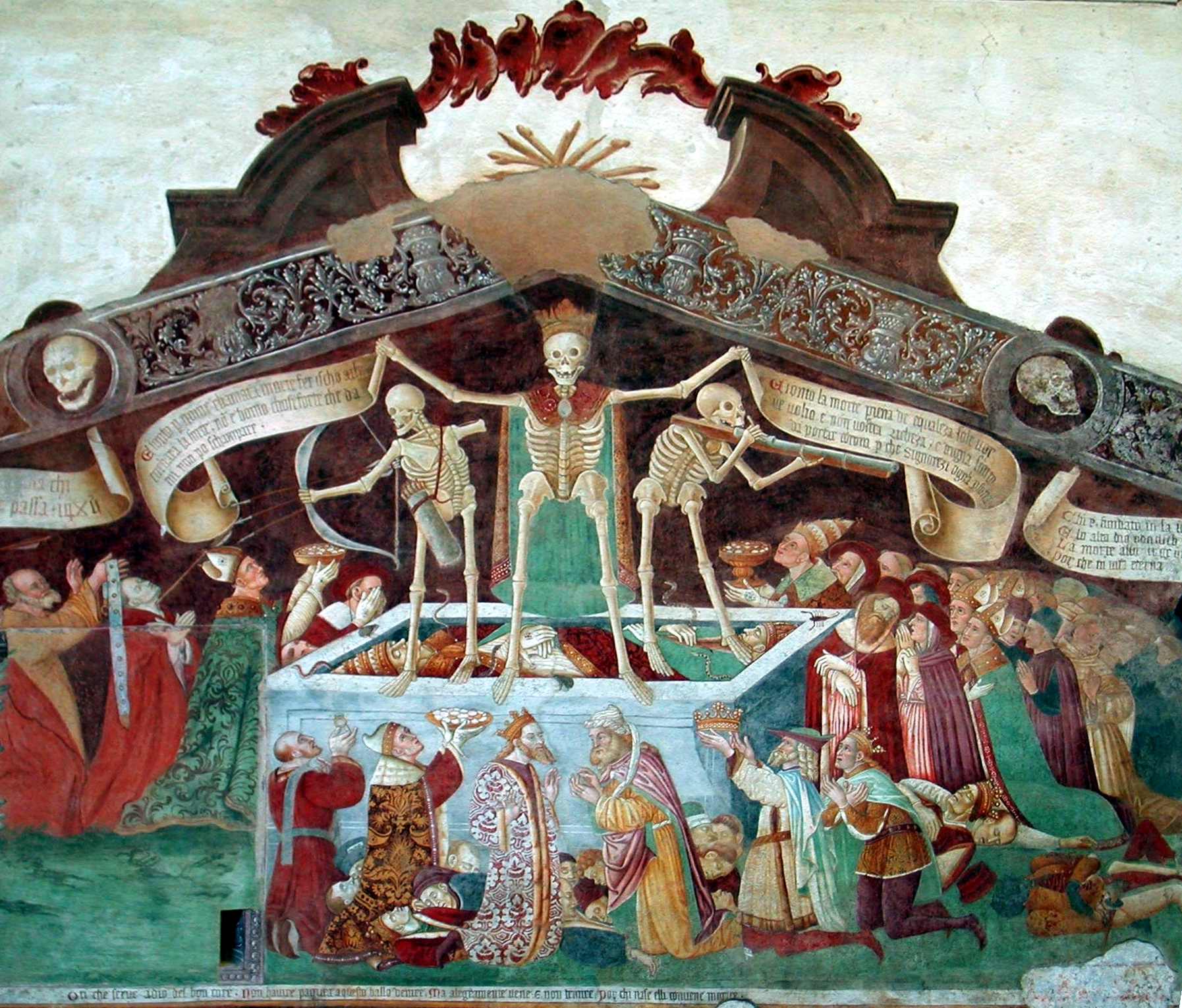
Триумф смерти, Фреска в Ораторио деи Дишиплини г. Клузоне, Ломбардия, XV в.
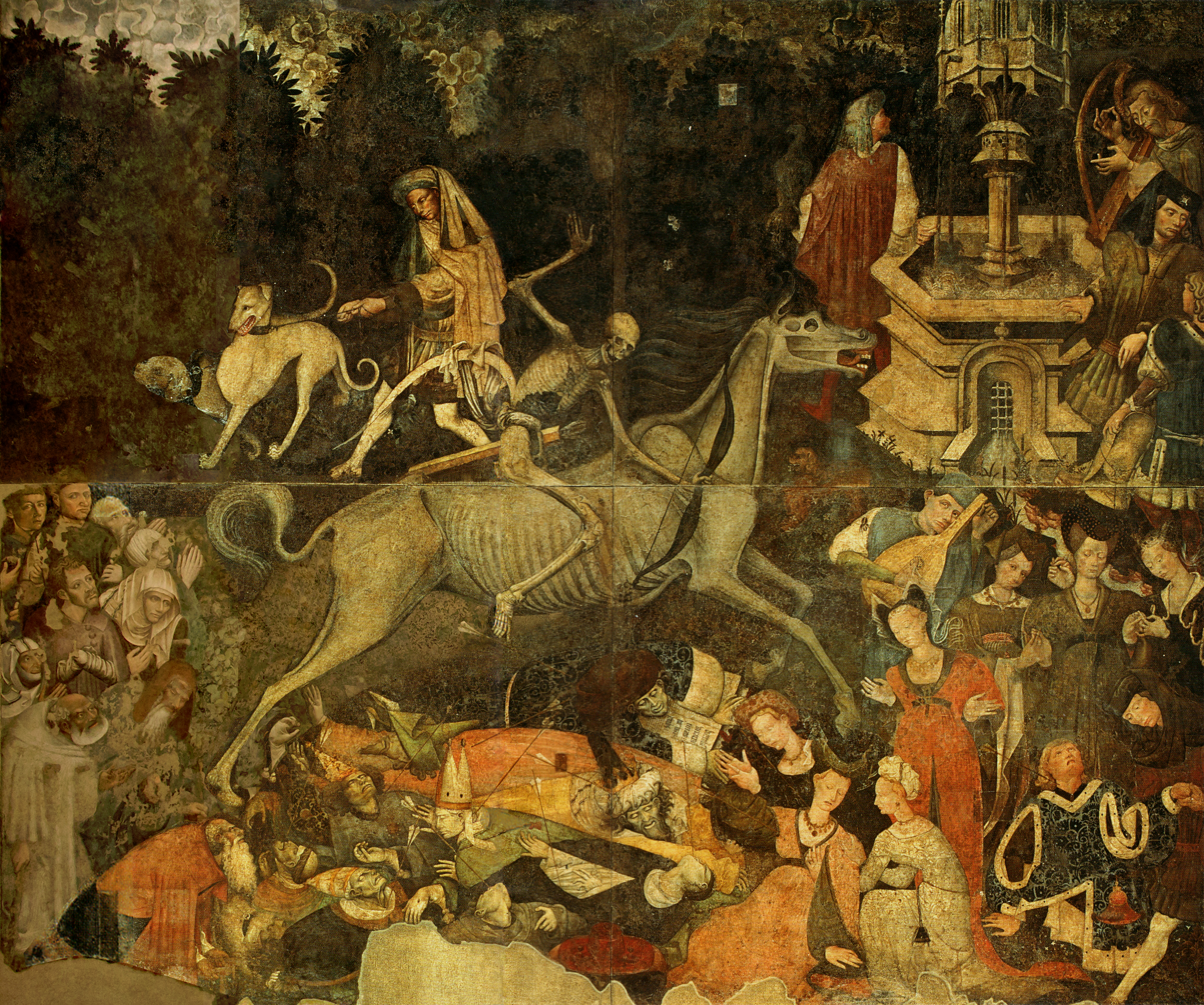
Триумф смерти, Палермо, 1446
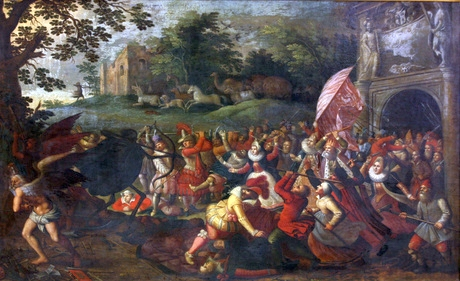
Неизвестный художник, (1603). Национальная картинная галерея Армении

## Сюжет в XX веке
В XX веке образ развит в одноимённом романе Д’Аннунцио (1894), книге стихов Владимира Голана (1930), полотне Феликса Нуссбаума (1944), балете Томаса Коппеля (1971).